# Jesse Chambers
Jesse Chambers è un personaggio dei fumetti esistente nei diversi universi della DC Comics. Chambers, che utilizzò prima il nome di Jesse Quick e più tardi quello di Liberty Belle, è la figlia dell'eroe della Golden Age Johnny Quick e di Liberty Belle. Ha ereditato i poteri di entrambi i genitori.

## Storia editoriale
Justice Society of America (1992-1993): queste serie reintrodussero la Justice Society of America dopo la loro scomparsa e quindi re-emersione dal limbo di Ragnarok, e introdussero il personaggio di Jesse Chambers.

## Biografia del personaggio

### Origini e prime imprese
Nella speranza di creare un successore, Johnny Quick insegnò la formula che gli diede la sua grande velocità alla figlia Jesse. La formula funzionò e Jesse ottenne la super velocità. Contrariamente a quanto suo padre pensava, tuttavia, Jesse optò per la continuazione della sua educazione, piuttosto che diventare una combattente del crimine in costume.
Mentre Jesse studiava alla Gotham University, il primo team di supereroi, di cui i genitori erano membri, la Justice Society of America, ri-emerse dopo una lunga assenza. Naturalmente, la sua tesi di laurea fu "L'impatto dei Supereroi nella Società" e cominciò a seguire gli eroi ritornati, catalogando le loro avventure. Quando suo padre le chiese di consegnare alcuni documenti alla Società, da quell'incontro si arruolò nel team col nome di Jesse Quick, finalmente vivendo il sogno di suo padre, cioè essere una combattente del crimine in costume.
Fu durante quel tempo che incontrò Wally West, Flash, che più tardi le chiese di prendere il suo posto in caso gli fosse mai accaduto qualcosa. In realtà era un piano di Wally, che tentava di forzare Bart Allen, Impulso, a prendere più seriamente il suo ruolo nell'eredità di Flash e divenire il suo successore. Sebbene si sentisse tradita, finì per salvare la vita di Wally, anche se le sue gambe finirono per danneggiarsi nel tentativo. Quando Wally tornò dalla mitica Forza della velocità, le risanò le gambe, e l'inganno precedente fu largamente perdonato, ma non dimenticato.
Quando, poco dopo, Jesse perse la sua velocità, la persona incolpata di ciò fu Wally, che aveva utilizzato direttamente la Forza della velocità invece di usarne un po' come facevano tutti gli altri velocisti. Infatti uscì fuori che la causa di tutto fu il criminale Savitar che tagliò il collegamento di Jesse dalla Forza della velocità, cosa che fece per molti altri velocisti. Infatti, Wally scelse proprio Jesse per accompagnarlo nella tana di Savitar, dove riuscì a restituire a Jesse i suoi poteri. Durante la seguente battaglia con Savitar, Johnny Quick diede la vita per salvare sua figlia da un attacco del nemico e si fuse con la Forza della velocità. Sebbene Wally uscì vincitore dalla sua battaglia con Savitar, Jesse fu lasciata in lutto per suo padre.

### I Titans
Jesse accettò di prendere le redini dell'attività economica del padre, la Quickstart Enterprises, mentre operava come Jesse Quick, anche unendosi ai Teen Titans (Giovani Titani) per fermare una minaccia nucleare. Quando i Titani affrontarono una riorganizzazione, Wally, un membro fondatore, scelse Jesse da unire al gruppo, sperando così di guarire le vecchie ferite. Dopo aver inizialmente declinato l'offerta, alla fine si unì ai Titans, ma fu nel team solo per un breve periodo, sentendo di essere la miglior seconda per Wally.
Nightwing, un altro membro fondatore, persuase Jesse dal ritornare nei Titans. Più tardi Jesse restò coinvolta in un misterioso omicidio che vedeva anche coinvolta la sua vedova madre, Libby Lawrence. La vittima era Philp Geyer, il fidanzato di Libby. Un'investigazione dei Titani non solo rivelò il vero assassino ma anche una relazione segreta tra Philip e Jesse, che contribuì alla sua morte. Sebbene Jesse tentò di riconciliarsi con sua madre, la triste Libby trovò arduo perdonare la figlia, sebbene apparentemente lo fece, come in apparenza più tardi le due ripresero la loro amichevole relazione. I Titans si sciolsero non molto dopo, a causa dell'omicidio di due membri in un attacco da un Superman robot ostile nella serie limitata Titans/Young Justice : Graduation Day.

### Senza poteri
Seguendo lo scioglimento della squadra, Jesse si riportò alle responsabilità verso la Quickstart Enterprises, trovando un po' di tempo per la vita sociale. Quando Wally più tardi necessitò di assistenza per battere il criminale Zoom che era capace di muoversi a velocità che sorpassavano quella di ogni altro velocista della Terra, Jesse prestò a Wally ua porzione delle sue speciali abilità, temporaneamente potenziando la velocità di Wally così che potesse muoversi più veloce della luce e permettendogli di battere Zoom, ma lasciandola senza poteri e incapace di ricordare la formula per accedervi. Sebbene Wally ricordasse la formula, Jesse gli chiese di non rivelargliela, ricordandogli che prima lui le aveva detto che lei necessitava comunque di rallentare un po'.
Da allora, prese una nuova posizione come business manager per la nuova Justice Society of America. Jesse fu colpita dalla scomparsa di Rick Tyler, il membro della JSA conosciuto come Hourman, con cui era divenuta intima, che poi ritornò. Una riconciliazione tra i due non viene mostrata, sebbene lei incontrò la JSA quando riuscirono a salvare sua madre, che ritornò nel suo ruolo di Liberty Belle ma i cui poteri andarono fuori controllo. Nella stessa avventura, madre e figlia fecero pace.

## Un anno dopo
Come in Justice Society of America (vol. 3)#1, Jesse divenne un membro della Justice Society, portando l'eredità di sua madre come nuova Liberty Belle. In quel momento è sposata con Rick Tyler, Hourman.
Dopo aver sentito della morte di Bart Allen, lei e Jay Garrick piansero la sua scomparsa; la sua reazione al ritorno di Wally West dalla Forza della velocità è tuttora sconosciuta.
In un incontro con Zoom, fu rivelato che Jesse mantenne i poteri ereditiati da suo padre ripetendo la formula. Questo naturalmente si aggiunse alla sua superforza, il che significa che aveva ereditato i poteri di entrambi i genitori.

## Poteri e abilità
Proprio come suo padre, Jesse ha il potere di volo e accelerata velocità risultante dallo stato mentale raggiunto dalla visualizzazione della formula della velocità: 3x2 (9YZ) 4A. I suoi poteri sono collegati alla Forza della velocità. Possiede anche la superforza della madre permettendogli di sollevare enormi pesi, come una macchina, con facilità.
Come per sua madre, il meccanismo della superforza rimane sconosciuto, il che irritò suo padre. Lei attribuisce i suoi poteri a un "mantra", come per la formula che sblocca la velocità. Anche se la sua velocità è minore a quella di altri velocisti comunque ha un'aura che la protegge dalla frizione dell'aria.

## Altre versioni
Jesse Quick appare in Teen Titans Go #52 come alter ego alternativo di Robby Reed. Sconosciuto a Robby e ai Titans, il suo numero eroe presta il potere dell'eroe che si trova nelle vicinanze, così diviene Jesse Quick quando Kid Flash è nelle vicinanze.

## Altri media
Jesse Quick appare in The Flash come figlia del Dottor Wells di Terra-2 interpretata da Violett Beane.